# Karl August Förster
Karl August Förster, oppure Carl August Förster (Naumburg, 3 aprile 1784 – Dresda, 18 dicembre 1841), è stato un letterato e traduttore tedesco.

## Biografia
Studiò all'Università di Lipsia, ottenendo il ruolo di docente, a 23 anni, di lingua e letteratura tedesca alla scuola dei cadetti (accademia militare) di Dresda, che conservò fino alla morte.
Tra i suoi studî si ricordano un Abriss der allgemeinen Literaturgeschichte (Dresda 1828), i molti articoli inseriti in numerose riviste, le versioni da Quinto Orazio Flacco, da George Gordon Byron, da Thomas Moore.
Ma è conosciuto prevalentemente per le traduzioni dall'italiano diventando uno dei più importanti letterati romantico-umanistico, che dopo il 1820 fece di Dresda uno dei maggiori centri letterari germanici. Fu un benemerito divulgatore della poesia italiana in Germania.
Dopo aver tradotto alcuni canti della Divina Commedia, del quale fu uno tra i primi conoscitori e ammiratori nell'età del Romanticismo,, destò risonanza nel 1808 il suo saggio di traduzione del canto di Francesca da Rimini; dopo di che si dedicò a Francesco Petrarca, di cui tradusse tutto il Canzoniere e i I Trionfi (1818-1819). Successivamente tradusse una selezione delle poesie di Michelangelo Buonarroti (1822) e una selezione di liriche di Torquato Tasso (1844). Tra i suoi ultimi lavori si può menzionare nel 1841 una traduzione della Vita nuova di Dante Alighieri che ancor oggi si ristampa.
Al Tasso e a Michelangelo aveva dedicato nell'Abriss due saggi, che vennero poi ristampati. Pochi anni prima di morire iniziò a scrivere una Vita del Tasso, che rimase incompiuta.
Entusiasta di Raffaello Sanzio, ne celebrò la vita e l'opera in un ciclo di poesie in metro vario (Rafael. Kunst und Künstlerleben in Gedichten, Lipsia 1827), con le quali dimostrò la sua passione per l'arte e la perfezione formale.
Popolare divenne il suo lied Was vergangen kehrt nicht wieder.
Il Förster formò assieme a J. L. Tieck, K. G. Carus e al conte Wolf Baudissin l'Accademia dantesca, che era legata col duca e poi re Giovanni di Sassonia, che diede il suo contributo alla traduzione della Commedia, pubblicando con lo pseudonimo di Philaletes una famosissima traduzione di tutta la Divina Commedia tra il 1828 e il 1849.

## Opere
- Schriften (selezione);
- Abriss der allgemeinen Literaturgeschichte (Dresda 1828);
- Abriß der allgemeinen Litteraturgeschichte (volumi 1–4, Lipsia 1827–1830, incompiuta);
- Gedichte, 2 volumi, Lipsia 1843.

### Traduzioni
- Divina Commedia;
- Canzoniere;
- I Trionfi (1818-1819);
- Poesie selezionate di Michelangelo Buonarroti (1822);
- Rafael. Kunst und Künstlerleben in Gedichten (Lipsia 1827);
- Vita nuova (1841);
- Selezione di liriche di Torquato Tasso (1844);
- Da Quinto Orazio Flacco;
- Da George Gordon Byron;
- Da Thomas Moore.